# Костим доктора за кугу
Костим доктора за кугу била је одећа коју је доктор за кугу носио да га заштити од болести преношених ваздухом. Костим, који потиче из 17. века, састојао се од капута дугог до чланака и маске са птичјим кљуном, која је била напуњена слатким супстанцама, или супстанцама јаког мириса (често је то била лаванда), као и од рукавица, шешира са ободом, чизама, и неког комада одеће који се облачио преко свега.

## Опис
Маска је имала стаклене отворе за очи и заобљени кљун у облику као код птица. Кљун је био троугластог облика за мирисне ствари. Неки од мирисних материјала су ћилибар, матичњак, метвица лишћа, камфор, каранфилић, тинктура опијума. Сврха маске је била да штити од лошег ваздуха, који су сматрали да је узрок болести. Дрвени штап кориштен је како би се прегледало пацијента без додира. Заштитно одело било је састављено од капута тешких тканина покривених воском те су покривали од главе до пете.

## Историја
Иако делује необично, баш сваки део маске имао је функцију олакшавања живота лекара кад би бринули о болесној популацији. Заштитно одело рад је доктора Чарлс Делормеа (1584–1678). Он је био лекар неколицини француских краљева а такође је био омиљени лекар породице Медичи. Он је 1619, док је пажљиво размишљао о начину властите заштите при посетама високо заразних пацијената с кугом, осмислио ову иконску униформу која је брзо постала одело избора лекара широм Европе. Лекар куге Костими су се прво користили у Паризу, али после су се проширили широм Европе. Заштитно одело било је састављено од капута тешких тканина покривених воском те су покривали од главе до пете.